# Чонос (архіпелаг)
Чо́нос — архіпелаг в Тихому океані, біля берегів Південної Америки; територія Чилі, на північ від півострова Тайтао. Велика кількість гористих островів, відокремлених від материка протокою Мораледа. Висота до 1 680 м. Названий на честь зниклого індійського племені — чоно, що мешкало в цьому районі.
На островах мішані і листяні вічнозелені ліси, рибальство.
Архіпелаг Чонос відвідував бриг «Бігль», на якому здійснював навколосвітню подорож Чарлз Дарвін. Корабель перебував в акваторії архіпелагу 13 — 18 грудня 1834 року і 7 — 14 січня 1835 року.

## Географія
Площа архіпелагу з внутрішніми протоками — близько 13 000 км². Північна частина виділена у самостійний «під-архіпелаг» — Гуайтекас. Найбільше поселення на островах — містечко Мелінка (острів Асенсьйон) з населенням 1411 мешканців за переписом 2002 року.
Приблизно за 50 км північніше Чоноса, через затоку Корковадо, розташований інший великий архіпелаг — Чилое.

### Острови
У архіпелазі є 1048 островів, більшість з яких незаселені, або населені одиничними жителями. Найвища точка архіпелагу — 1680 метрів над рівнем моря (гора Куптана на однойменному острові).
- Мельчор — найбільший острів архіпелагу з площею 864 км² (15-й за площею в країні) [2]. Найвища точка — 1127 метрів над рівнем моря. На східному березі острова збудований досить великий порт.
- Бенхамін — площа 618 км² (21-й за площею в країні) [2]. Найвища точка — 923 метри.
- Трайген — площа 520 км² (27-й за площею в країні) [2]. Найвища точка — 701 метр.
- Ріверо — площа 452 км². Найвища точка — 884 метри. Три невеликих порти.
- Джеймс — площа 388 км². Найвища точка — 1290 метри. Невеликий порт на південному березі.
- Вікторія - площа 354 км². Найвища точка — 759 метрів. На острові є сильно витягнуте озеро (11 х 1 км).
- Куптана — площа 320 км². Найвища точка острова і всього архіпелагу — 1680 метрів (вершина покрита снігом цілорічно). Порт на східному березі.
- Клементе — площа близько 130 км², найвища точка — 982 метри.
- Стокс — площа близько 110 км², найвища точка — 829 метри.
- Гуамблін — площа 106 км², найвища точка — 218 метрів. Єдиний острів архіпелагу, повністю вкритий лісом. Цілком є національним парком. Найзахідніший острів архіпелагу — від найближчого острова — Іпун, його відокремлює близько 28 км, в той час як всі інші острови архіпелагу розташовані набагато ближче.
- Іпун — площа близько 90 км², найвища точка — 171 метр. Найзахідніший, після Гуамбліна, острів архіпелагу. Невеликий порт на східному березі. Відрізняється від інших островів архіпелагу відсутністю виражених пагорбів і родючим ґрунтом.
- Трансіто — площа близько 80 км², найвища точка — 883 метри.
- Чафферс — найвища точка 670 метрів.
- Лус — найвища точка 731 метр. Автоматичний маяк на північному березі.

### Найбільші протоки
- Мораледа[es] — відокремлює архіпелаг від острова Магдалена і від континенту, довжина — 133 км.
- Нінуалак — довжина близько 61 км.
- Перес-Сур — довжина близько 56 км. Гарний для навігації з північного заходу архіпелагу на його південний схід і назад.
- Дарвін[en] — довжина близько 55 км, ширина сягає 4,8 км. Найбезпечніший прохід для кораблів від протоки Мораледа до Тихого океану і назад (напрямок захід-схід).
- Кінг — довжина близько 53 км.
- Туамапу — довжина близько 48 км, ширина сягає 8 км.
- Перес-Норте — довжина близько 48 км, пряма, глибока і широка протока, безпечний прохід для кораблів крізь архіпелаг у напрямку північ-південь.
- Пуллуше - довжина близько 24 км, ширина сягає 1,6 км. Найбезпечніший прохід для кораблів крізь архіпелаг у напрямку північ-південь.